# The Doctrine of Chances

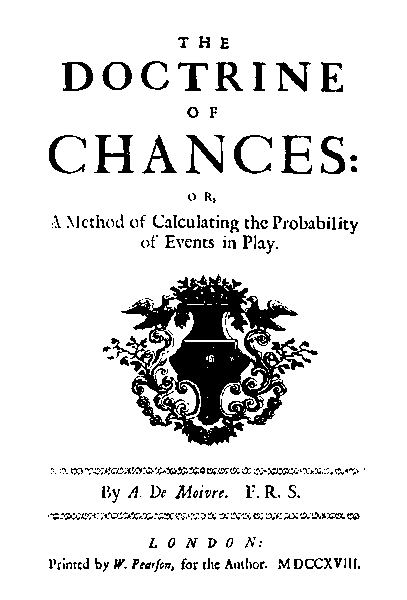
Titelblad van de 1e druk van "The Doctrine of Chances”.

The Doctrine of Chances is een boek over kansrekening, geschreven door de Franse wiskundige Abraham de Moivre en gepubliceerd in 1718. De Moivre heeft het in het Engels geschreven, omdat hij om te ontkomen aan de vervolging van de hugenoten uit Frankrijk was gevlucht en in die tijd in Engeland verbleef. 
De titel The Doctrine of Chances, synoniem voor kansrekening, komt voor in een postuum artikel van Thomas Bayes: An Essay Toward Solving a Problem in the Doctrine of Chances, waarin een versie van de bekende regel van Bayes voor het eerst wordt vermeld.
In de tweede druk, uit 1738, is de benadering van de binomiale verdeling door de normale verdeling opgenomen. Deze stelling, die nu bekendstaat als de stelling van De Moivre-Laplace, is nu een speciaal geval van de centrale limietstelling.
Postuum verscheen in 1756 nog een derde druk.